# Lenita Toivakka
Lenita Anneli Toivakka, född 28 september 1961 i Helsingfors, är en finländsk samlingspartistisk politiker. Hon är ledamot av Finlands riksdag sedan 2007 och blev 2014 Finlands Europa- och utrikeshandelsminister i Regeringen Stubb. I maj 2015 utsågs hon till utvecklings- och utrikeshandelsminister även i Regeringen Sipilä.
Toivakka arbetade under studietiden som flygvärdinna och avlade 1988 ekonomie magisterexamen vid Helsingfors handelshögskola. Hon har varit verksam som företagare i S:t Michel.